# Бонцико (Удине)
Бонцико је насеље у Италији у округу Удине, региону Фурланија-Јулијска крајина.
Према процени из 2011. у насељу је живело 194 становника. Насеље се налази на надморској висини од 105 м.